# Robyn Thorn
Robyn Thorn (n. 26 noiembrie 1945, Queensland, Australia) este o înotătoare ce a reprezentat Australia, medaliată olimpică. A participat la o ediție a Jocurilor Olimpice (1964) în care a câștigat două medalii de argint.